# Tour dite Haton
La tour dite Haton est une tour fortifiée située à Rambervillers, en France.

## Localisation
Compris au sein de la commune de Rambervillers, le monument est situé rue Maurice-Alexandre dans le département des Vosges en région Grand Est. 

## Historique
Cette structure est datée du XIIIe siècle et fut construite par Jacques de Lorraine, évêque de Metz.

## Protection
La tour est inscrite au titre des monuments historiques par arrêté du 23 juin 1988.